# Amory
Amory è una città (city) degli Stati Uniti d'America, situata nella contea di Monroe, nello Stato del Mississippi.

## Storia
Amory fu la prima città pianificata del Mississippi. La ferrovia Kansas City, Memphis and Birmingham Railroad necessitava di una stazione intermedia tra Memphis nel Tennessee e Birmingham in Alabama per le loro locomotive. Fu fondata quindi la nuova cittadina di Amory nel 1887. Gli abitanti della vicina Cotton Gin Port sul fiume Tombigbee abbandonarono la loro città e si trasferirono ad Amory.

## Geografia fisica
Secondo lo United States Census Bureau, la città ha una superficie totale di 8,0 miglia quadrate (20,7 km²), di cui 7,5 miglia quadrate (19,4 km²) sono terra e 0,5 miglia quadrate (1,3 km²) (6,37%) sono acqua.

### Trasporti
Amory è servita dalle strade US 278, Mississippi Highway 6 e Mississippi Highway 25. La stazione ferroviaria è servita dalla BNSF Railway, dall'Alabama and Gulf Coast Railway e dalla Mississippian Railway. Il trasporto navale è disponibile sulla Tennessee-Tombigbee Waterway.

## Economia
Le principali aziende della città sono nei settori della fabbricazione di attrezzature sportive, della lavorazione della polpa di legno, dell'arredamento e del tessile.

## Società

### Evoluzione demografica
Al censimento del 2000, Amory contava 6 956 abitanti, 2 876 nuclei familiari, e 1 903 famiglie residenti nella città. La densità di popolazione era di 927,2 abitanti per miglio quadrato (358,1 ab./km²). C'erano 3 147 unità abitative con una densità media di 419,5/mi² (162,0/km²). La composizione etnica della città era di 69,85% bianchi, 29,18% afroamericani, 0,12% nativi americani, 0,06% asiatici, 0,16% di altre razze, e 0,63% di due o più razze. Gli ispanici ed i latini rappresentavano lo 0,79% della popolazione.
C'erano 2.876 nuclei familiari di cui il 30,6% con bambini al di sotto dei 18 anni, il 43,8% erano coppie sposate conviventi, il 19,3% avevano un capofamiglia donna senza marito, il 33,8% erano non-famiglie. Il 31,7% di tutti i nuclei familiari erano composti da persone singole, il 15,7% con una sola persona di più di 65 anni. La dimensione media dei nuclei familiari è di 2,36 componenti e la dimensione media delle famiglie di 2,97.
La piramide delle età vede il 25,9% con meno di 18 anni, l'8,0% tra 18 e 24 anni, il 25,0% tra 25 e 44, il 22,5% tra 45 e 64, ed il 18,7% con più di 65 anni. L'età mediana era di 38 anni. Per ogni 100 femmine vi erano 82,4 maschi. Per ogni 100 donne di almeno 18 anni, vi erano 75,3 uomini.
Il reddito mediano per nucleo familiare nella città era di 28789 $, per una famiglia di 37891 $. I maschi avevano un reddito mediano di 30913 $ mentre le femmine di 21356 $. Il reddito pro capite era 14092 $. Circa il 17,1% delle famiglie ed il 20,7% della popolazione erano al di sotto della soglia di povertà, compresi il 31,6% dei minori di 18 anni ed il 17,4% degli ultrasessantacinquenni.

## Educazione
La maggior parte degli abitanti di Amory si serve della Amory School District, mentre una quantità minore si rivolge alla Monroe County School District.

## Cultura ed eventi
In ricordo del proprio retaggio storico e culturale la città di Amory tiene, ogni aprile, un festival che ha luogo al Frisco Park di Amory, chiamato "Railroad Festival". Fra le numerose attrazioni del Festival ci sono: cibo tipico del Sud, come carne alla griglia, pesce spada fritto e frittelle di mele, cavalli, artigiani, artisti e la presenza della più nota band locale, i Gents, che riescono ad attrarre un pubblico piuttosto variegato per età. Nonostante il mese di aprile sia normalmente piovoso, di solito piove per 3 dei quattro giorni di festival, il numero dei visitatori è elevato e si aggira sui 40 000. 
Oltre a questo festival, ogni settembre si tiene una manifestazione chiamata "Entertainment for Education", altrimenti nota come "Stars over Mississippi", nella quale un grande numero di artisti si esibisce in concerti di beneficenza per raccogliere soldi che vengono poi devoluti alla scuola locale. Fra i partecipanti si ricordano: Vince Gill, Dolly Parton, Nell Carter, Sandi Patty, Kathie Lee Gifford, Kathy Ireland, Brad Paisley, Brooks and Dunn, Ray Romano, Tony Danza, Patricia Heaton, Doris Roberts, Whoopy Goldberg, Brad Garrett e Prince Edward.